# 联合广场站 (波士顿地铁)
联合广场站（英語：Union Square station）是波士顿轻轨绿线上的一个轻轨车站，位于马萨诸塞州萨默维尔东南部的联合广场社区。车站为无障碍车站，在联合广场支线的两条轨道间设有一个岛式站台，该支线与费奇堡线平行。绿线延伸项目将绿线向北方向延伸出了两条支线，其中一条支线的终点站为此车站。车站于2022年3月21日开放。
费奇堡铁路于19世纪40年代在普罗斯佩克特街设立车站，并于约1875年更名为联合广场站，于1938年关闭并拆除。尽管20世纪间曾多次提出将绿线延伸，但直到21世纪初才开始考虑建设通往联合广场的支线。2009年，最终选定将车站设于普罗斯佩克特街，并沿费奇堡线走向建设线路。马萨诸塞湾交通局于2012年承诺将在2017年前建成启用新车站，并于2013年授予建设合同。
由于项目成本上升，马萨诸塞湾交通局2015年重新评估了绿线延伸计划，并于2016年公布了简化版车站设计，2017年签署设计与施工合同。最终，联合广场站的建设于2020年初启动，并于2021年底基本完工。车站最初由绿线E支线停靠使用，后改由绿线D支线绿线提供服务。目前，车站附近正在进行一项大型开发项目。

## 车站设计

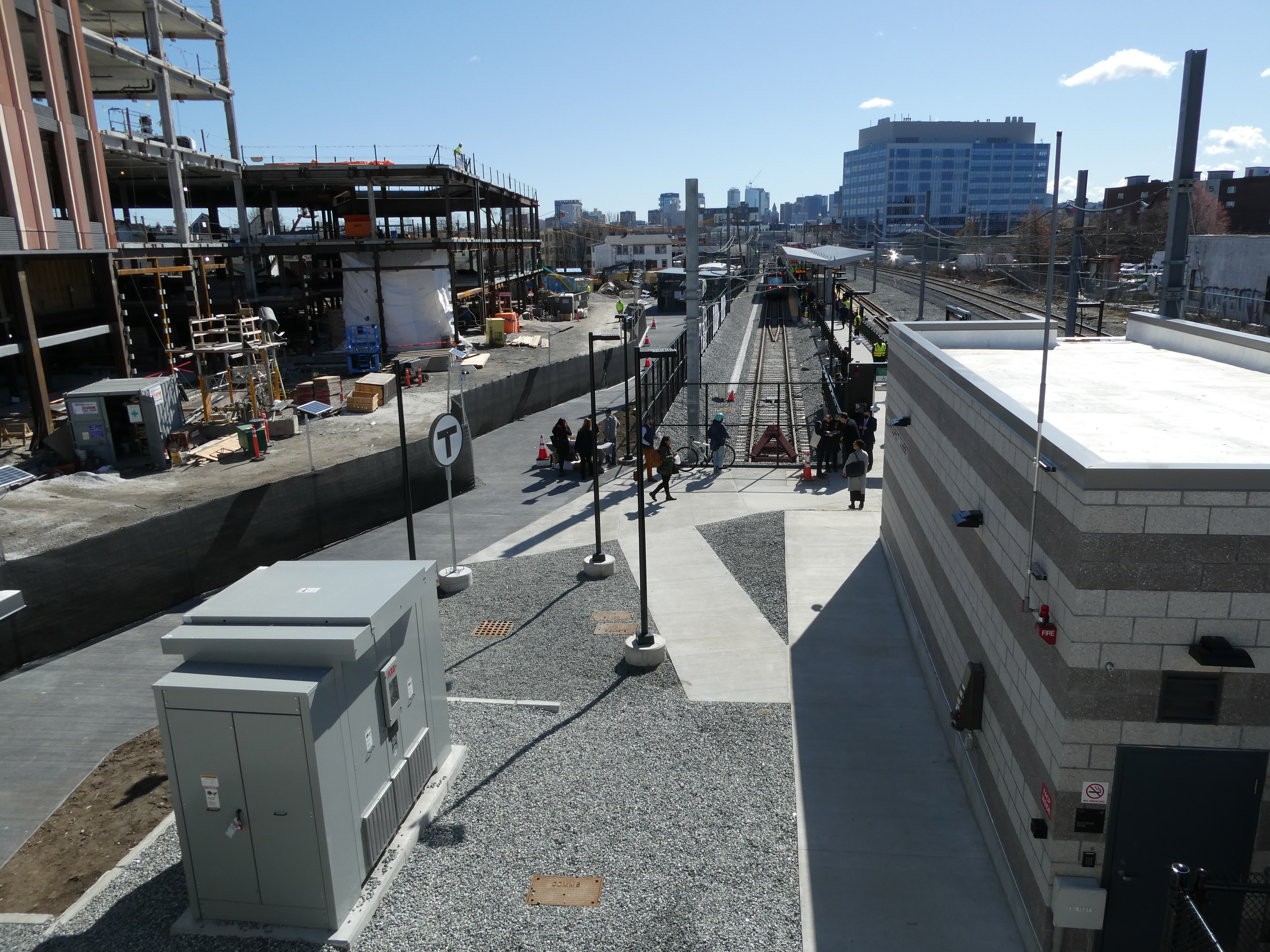
2022年3月的联合广场站，右侧为配电设施建筑

联合广场站位于普罗斯佩克特街高架桥的东侧，距离联合广场交叉口约900英尺（270）。费奇堡线大致呈西北-东南走向穿过车站区域，绿线联合广场支线的两条轨道位于费奇堡线轨道北侧。车站设有一座岛式站台，长225英尺（69）、宽20英尺（6.1），位于绿线轨道之间、距离普罗斯佩克特街约250英尺（76）的位置，站台全长设有遮阳雨棚。
站台高8英寸（200），可无障碍登上现有轻轨车辆；未来可升高至14英寸（360），以适配第9型和第10型轻轨车辆的无障碍上下车要求。站台也预留了300英尺（91）延长的空间。:12.1-5站台东端设有一座调度员岗亭，并设有一条通往艾伦街的紧急通道。:9
车站的主出入口广场位于普罗斯佩克特街桥东侧，紧邻一座小型公用设施建筑。出入口广场与站台之间设有一条人行通道，通道西端较宽区域设有售票机。通道两侧为袋状轨，袋状轨设计时已为向波特站延伸预留空间。 出入口广场北侧为车站广场，由邻近开发项目建设而成。车站主入口为一条由普罗斯佩克特街通往站台北侧的人行步道，并设有电梯和楼梯通往普罗斯佩克特街桥。
车站的公共艺术作品包括马修·特林布尔创作的《通道》，这是一座位于通道上的雕塑拱门，此外车站标识附近还有壁画装饰。出入口广场设置的自行车车架可供34辆自行车停放， 并将建设一个可容纳86辆车停放的自行车棚。 共有5条MBTA公交线路在车站附近的联合广场停靠，分别为85、87、91、109和CT2。

## 车站结构
| G 街道/站台层 | 入城               | 往河滨 （莱希米尔） |
| G 街道/站台层 | 島式月台，左侧开门 |                     |
| G 街道/站台层 | 出城               | 终点站              |